# Dana (Iowa)
Dana es una ciudad situada en el condado de Greene, en el estado de Iowa, Estados Unidos. Según el censo de 2010 tenía una población de 71 habitantes.

## Geografía
Según la Oficina del Censo de los Estados Unidos, la localidad tiene un área total de 0,73 km², la totalidad de los cuales 0,73 km² corresponden a tierra firme.

## Demografía
Según el censo de 2010, había 71 personas residiendo en la localidad. La densidad de población era de 97,26 hab./km². Había 32 viviendas con una densidad media de 43,84 viviendas/km². El 91,55% de los habitantes eran blancos, el 8,45% afroamericanos. El 2,82% de la población eran hispanos o latinos de cualquier raza.